# Shad Gaspard
 (février 2025).
Motif : Le carrière de catcheur n'est pas sourcée et je ne suis pas sûr que tous les matches soient pertinents
Pour les articles homonymes, voir Gaspard.
Shad Chad Javier Jesus Roman Chittick Gaspard (né le 13 janvier 1981 à Brooklyn (New York) et mort le 17 mai 2020  à Venice Beach (Los Angeles) était un catcheur professionnel américain.
Il est surtout connu pour ses apparitions à la World Wrestling Entertainment (WWE) où il a fait équipe avec JTG et se sont fait connaitre sous le nom de Cryme Tyme.

## Biographie

### Enfance
Shad Chad Javier Jesus Roman Chittick Gaspard est le fils de Ben Gaspard, un ancien homme de main d'un des gangs de New York. Il commence à apprendre la boxe dès l'âge de cinq ans et à huit ans on lui enseigne les arts martiaux mixtes. Avec un style agressif, il gagne beaucoup de combats de boxe (57 victoires pour 26 défaites) et de combat libre en amateur (35 victoires pour 7 défaites) et sa mère lui donne le surnom de Beast. Au lycée, il pratique le sport, que ce soit la lutte, l'athlétisme ou encore le basketball. Il va ensuite au Georgia Perimeter College (en) où il fait partie de l'équipe de basket. Après l'université, il devient garde du corps de plusieurs personnalités (Britney Spears, Puff Daddy, Cuba Gooding, Jr., et Mike Tyson).

### Carrière

#### World Wrestling Entertainment (2003-2007)

##### Ohio Valley Wrestling (2003-2006)
Shad Gaspard s'est présenté au casting de la deuxième saison de Tough Enough, une émission de télé réalité produite par la World Wrestling Entertainment (WWE) mais n'a pas été retenu car il a échoué aux tests physiques. Tom Prichard, un des recruteurs de la WWE, a néanmoins décidé de l'entraîner avec DeWayne Bruce (en) à l'Ohio Valley Wrestling. Il y fait ses débuts le 1er août 2003 sous le nom de Da Beast

##### Débuts de Cryme Tyme (2006-2007)

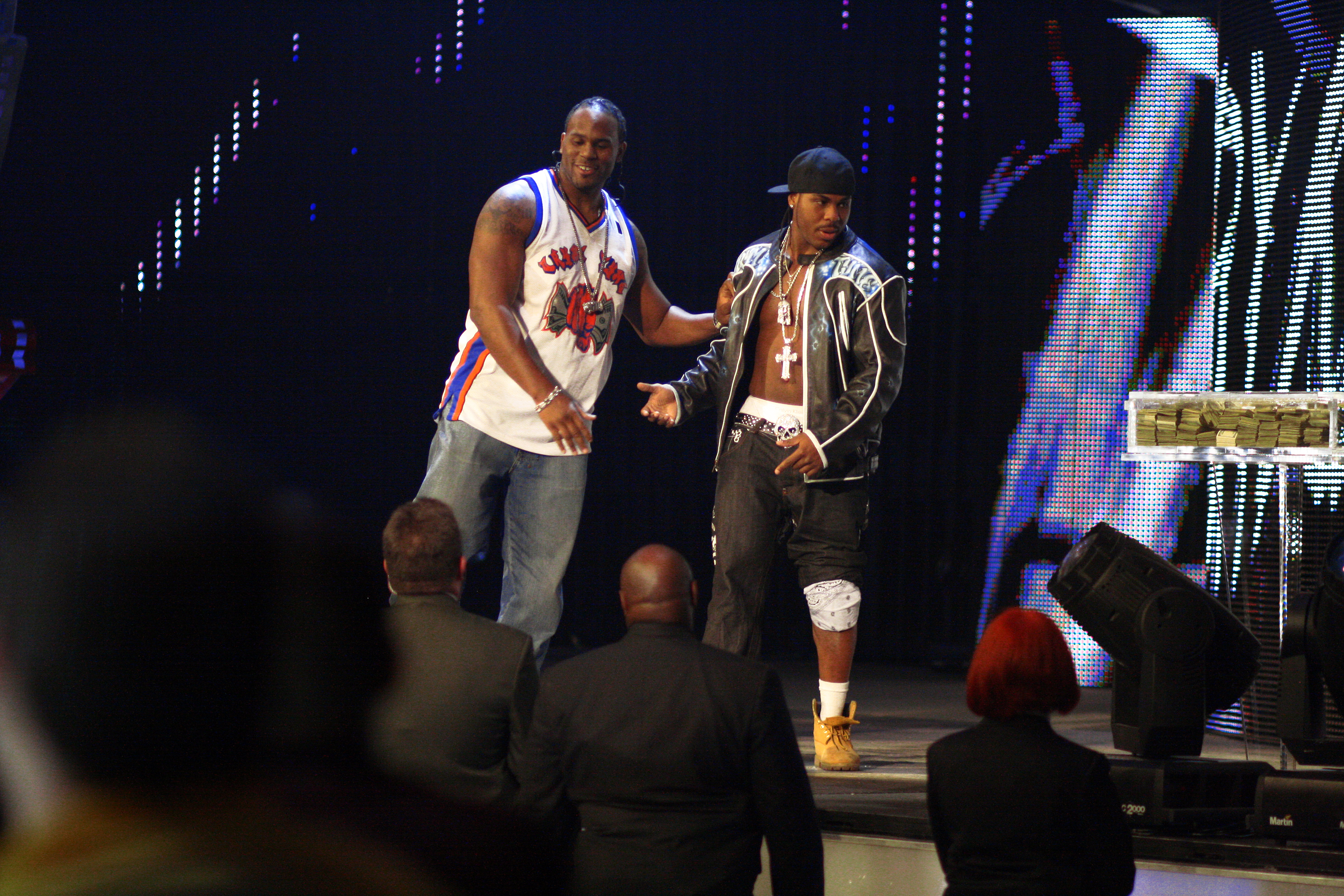
Cryme Tyme à Raw.

Le 4 septembre 2006, des vignettes annonçant leur arrivée prochainement. Ils débutent le 16 octobre en battant le Spirit Squad dans un match ne comptant pas pour les titres par équipe de ces derniers. Seulement un mois après, ils participent à leur premier PPV: WWE Cyber Sunday dans lequel ils gagnent face à Lance Cade et Trevor Murdoch, The Highlanders et Charlie Haas & Viscera dans un Texas Turmoil Match. Ils apparaissent en coulisse à Wrestlemania 23. Lors d'un match inter-promotionnel entre Cryme Tyme & Deuce 'N Domino, ils perdent. Après le match, ils voleront la voiture des 2 gagnants. Le 13 août 2007, ils perdent face à Lance Cade et Trevor Murdoch par DQ après que Shad ait frappé Murdoch avec une chaise.
Le 2 septembre 2007, ils sont renvoyés de la WWE après avoir tabassé un arbitre.

#### Retour à la World Wrestling Entertainment (2008-2010)

##### Retour des Cryme Tyme (2008-2010)

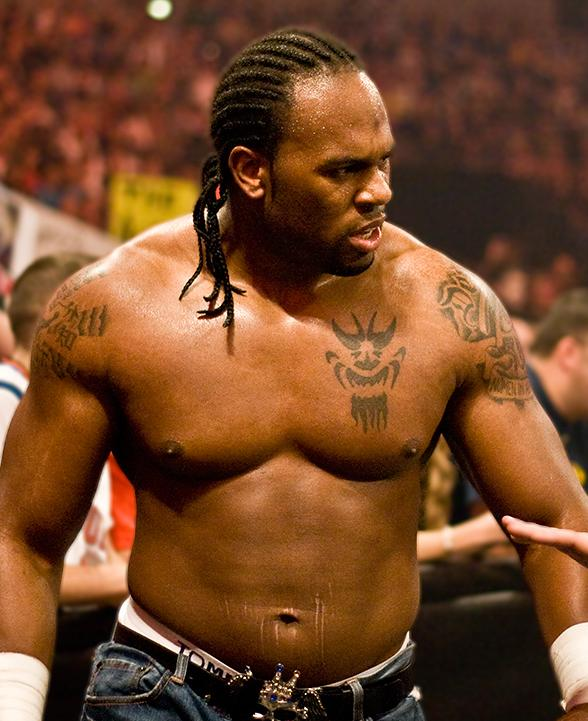
Shad Gaspard en 2008 à Raw.

Ils font leur retour le 31 mars 2008 en battant Lance Cade & Trevor Murdoch. Le 30 juin, ils aident John Cena dans sa rivalité face à John Bradshaw Layfield en taguant sa limousine avec les "CTC" (Cryme Tyme Cenation). Ils perdent un match face à Ted DiBiase, Jr. et Cody Rhodes à WWE Unforgiven pour les WWE World Tag Team Championship
Lors du WWE Draft 2009, ils sont envoyés à WWE SmackDown. Ils ne catcheront pratiquement pas de l'année si ce n'est un match pour les titres unifiés à Summerslam qu'ils perdront mais animeront une émission avec EVE, Word Up, dans lequel ils apprennent le vocabulaire du ghetto.

##### Heel turn et fin de Cryme Tyme (2010)
Shad Gaspard et JTG participent à la Battle Royale de WrestleMania XXVI mais perdent tous les deux. Ils perdront un match à Smackdown face à R-Truth et John Morrison. Après le match, Shad frappe JTG. Lors d'Extreme Rules, JTG bat Shad dans un Strap Match. Shad remporte la revanche à WWE Superstars. Le 14 mai 2010, il bat un catcheur local du nom de Lynky Scooper. Puis Shad est envoyé à la FCW.
Shad Gaspard est rétrogradé à la FCW. Lors du 20 juin, il perd contre Bo Rotundo. Lors du 11 juillet, il perd contre Johnny Curtis. Lors du 28 août, il participe à un Six Man Battle Royal remporté par Eli Cottonwood. Lors du 12 septembre, il perd contre Bo Rotundo. Lors du 20 octobre, il gagne avec Titus o'neil contre Eli Cottonwood & Jackson Andrews. Lors du 31 octobre, il gagne contre Roman Leakee.
Il est renvoyé de la WWE le 19 novembre 2010.

#### Inoki Genome Federation (2011-2020)
En 2011, Shad Gaspard fait ses débuts à la IGF. Lors du 6 février, il perd avec Bobby Lashley contre Atsushi Sawada et Erik Hammer.

### Mort et hommage
Le 17 mai 2020, vers 16 heures, un groupe de baigneurs qui inclut Shad Gaspard  se fait happer par un contre-courant à la Marina Del Rey Beach à Venice. Les sauveteurs ont sauvé le fils, mais Shad Gaspard est alors submergé par une vague. Une équipe de sauveteurs en hélicoptère et des plongeurs sont à sa recherche. Le 18 mai au matin, les recherches sont totalement suspendues,. Le 20 mai, un corps retrouvé a été identifié comme celui de Shad Gaspard.
Le 2 avril 2022, lors de Wrestlemania 38, il reçoit le Warrior Award 2022 par la WWE.

## Palmarès
- Ohio Valley Wrestling
  - 2 fois champion par équipes de la OVW avec The Neighborhoodie / JTG

## Récompenses des magazines
- Pro Wrestling Illustrated

| Année | 2004 | 2005 | 2006 | 2007 | 2008 | 2009 | 2010 |
| ----- | ---- | ---- | ---- | ---- | ---- | ---- | ---- |
| Rang  | 332  | 309  | 293  | 193  | 177  | 95   | 85   |